# Burt McKinnie
Burt Plumb McKinnie (Pleasanton, 17 gennaio 1878 – Millville, 22 novembre 1946) è stato un golfista statunitense.

## Carriera
McKinnie partecipò ai Giochi olimpici di Saint Louis 1904, dove vinse una medaglia di bronzo nel torneo individuale di golf e una medaglia d'argento nel torneo a squadre.

## Palmarès
In carriera ha conseguito i seguenti risultati:
- Giochi olimpici

St. Louis 1904: una medaglia di bronzo nel torneo individuale di golf e una medaglia d'argento nel torneo a squadre.